# Jake Shields
Jake Sequoyah Shields (San Francisco, California; 9 de enero de 1979) es un artista marcial mixto estadounidense que actualmente compite en la categoría de peso wélter en Professional Fighters League (PFL), antes conocida como WSOF. Shields ha sido campeón wélter en Shooto y Strikeforce.

## Carrera en artes marciales mixtas

### Ultimate Fighting Championship
En su debut en UFC, Shields se enfrentó a Martin Kampmann el 23 de octubre de 2010 en UFC 121. Shields ganó la pelea por decisión dividida.
El 30 de abril de 2011, Shields se enfrentó a Georges St-Pierre por el campeonato de peso wélter en UFC 129. Shields perdió la pelea por decisión unánime.
El 17 de septiembre de 2011, Shields se enfrentó a Jake Ellenberger en UFC Fight Night 25. Shields perdió la pelea por nocaut técnico en la primera ronda.
Shields se enfrentó a Yoshihiro Akiyama el 26 de febrero de 2012 en UFC 144. Shields ganó la pelea por decisión unánime.
El 11 de agosto de 2012, Shields se enfrentó a Ed Herman en UFC 150. Shields ganó la pelea por decisión unánime, sin embargo, el 12 de octubre, se anunció que había dado positivo por sustancias prohibidas y su victoria fue cambiada a sin resultado.
Shields se enfrentó a Tyron Woodley el 15 de junio de 2013 en UFC 161. Shields ganó la pelea por decisión dividida.
Shields se enfrentó a Demian Maia el 9 de octubre de 2013 en UFC Fight Night 29. Shields ganó la pelea por decisión dividida.
El 15 de marzo de 2014, Shields se enfrentó a Héctor Lombard en UFC 171. Shields perdió la pelea por decisión unánime.
El 6 de abril, Shields fue despedido por la UFC.

### World Series of Fighting
Tras haber sido despedido por la UFC, Shields firmó un contrato de múltiples peleas en abril de 2014 con WSOF.
Shields hizo su debut en WSOF 14 el 11 de octubre de 2014 frente a Ryan Ford. Shields ganó la pelea por sumisión en la primera ronda.
El 17 de enero de 2015, Shields se enfrentó a Brian Foster en WSOF 17. Shields ganó la pelea por sumisión en la primera ronda.
El 1 de agosto de 2015, Shields se enfrentó a Rousimar Palhares por el campeonato de peso wélter en WSOF 22. Shields perdió la pelea por sumisión en la tercera ronda.
Shields se alineó para enfrentar a Jon Fitch por el campeonato vacante de peso wélter de la WSOF en la WSOF 30 el 1 de abril de 2016. Aunque nunca han competido juntos, Shields tiene una victoria sobre Fitch en un combate de lucha por sumisión. Sin embargo, el combate se canceló más tarde debido a problemas de contrato entre Shields y la empresa.
El 13 de septiembre de 2016, se anunció que Shields competiría por el Campeonato de peso welter de la WSOF contra Fitch el 12 de noviembre de 2016 en la WSOF 34. El 17 de octubre de 2016, se anunció que la pelea se reprogramó para el 31 de diciembre de 2016, en el evento principal. Shields perdió la pelea por decisión unánime.

### Professional Fighting League
Shields hizo su debut en la PFL en PFL Everett el 29 de julio de 2017 contra Danny Davis Jr. Ganó la pelea por decisión unánime.
El 5 de julio de 2018, Shields hizo su debut en la temporada de la PFL en la PFL 3 . A pesar de ser un gran favorito, perdió ante Ray Cooper III por nocaut técnico en la segunda ronda.
El 16 de agosto de 2018, Shields derrotó a Herman Terrado en PFL 6 por decisión unánime y avanzó a los playoffs.
El 20 de octubre de 2018, Shields se enfrentó a Ray Cooper III en una revancha en PFL 10. Perdió la pelea por nocaut técnico en el primer asalto para avanzar a las semifinales de los playoffs.

## Vida personal
Shields es padre soltero; tiene una hija, nacida en diciembre de 2000. Es vegetariano de toda la vida. Apareció en anuncios impresos y de video de PETA, promocionando su estilo de vida vegetariano.
Es seguidor del Liverpool FC.

## Controversias
El 28 de diciembre de 2022, luego del altercado que tuvo el influencer y kickboxer británico Andrew Tate con la activista climática sueca Greta Thunberg en Twitter, Shields sugirió a Tate que debería darle un «golpe adecuado» a Greta para que abandone lo que él denomina «loco feminismo climático». Los comentarios de Shields fueron ampliamente criticados por ser despectivos y misóginos.
El 25 de abril de 2023, Shields se dirigió al apoyo a través de un tuit, que luego se eliminó por violar los términos de servicio de Twitter, por las ejecuciones públicas de personas que ayudan a un niño a hacer la transición de su género, y recomendó que médicos, terapeutas y maestros sean ejecutados públicamente por su asistencia en ayudar a las transiciones de género de los niños. La publicación fue ampliamente condenada por activistas transgénero y personalidades en Twitter. Como consecuencia le dieron siete días de suspensión de la plataforma y Shields comentó que lo suspendieron por «simplemente hacer una pregunta». Shields también reclamó previamente que los maestros que le dicen a un niño que puede hacer la transición de su género deberían ser «arrestados, juzgados y luego ejecutados» para que el «asunto de los niños trans desaparezca».
En octubre de 2023, Shields fue etiquetado como un «influencer MAGA» por su apoyo a Donald Trump, luego de sugerir que se desempeñara como presidente de la Cámara de Representantes. También tuvo una confrontación en línea con el activista Charlie Kirk, director de Turning Point USA, por su apoyo a Israel en el conflicto israelí-palestino. Anteriormente había estado de acuerdo con Kirk en que «la blancura es genial» después de reunirse con él hace un año, pero desde entonces se ha quejado de ser llamado antisemita por sus críticas a Israel.

## Campeonatos y logros
- Strikeforce
  - Campeón de Peso Medio (Una vez)

- Elite Xtreme Combat
  - Campeón de Peso Wélter (Una vez, el primero, el último)

- Shooto
  - Campeón de Peso Wélter (Una vez)

- Rumble on the Rock
  - Campeón de Peso Wélter (Una vez)
  - Ganador del torneo Rumble on the Rock

## Récord en artes marciales mixtas
| Récord profesional | Récord profesional | Récord profesional |
| 46 peleas          | 33 victorias       | 11 derrotas        |
| ------------------ | ------------------ | ------------------ |
| Nocaut             | 3                  | 4                  |
| Sumisión           | 12                 | 1                  |
| Decisión           | 18                 | 6                  |
| Empate             | 1                  | 1                  |
| Sin resultado      | 1                  | 1                  |

| Resultado     | Récord      | Oponente          | Método                        | Evento                                       | Fecha                    | Ronda | Tiempo | Localización                | Notas |
| ------------- | ----------- | ----------------- | ----------------------------- | -------------------------------------------- | ------------------------ | ----- | ------ | --------------------------- | --- |
| Derrota       | 33–11–1 (1) | Ray Cooper III    | TKO (golpes)                  | PFL 10                                       | 20 de octubre de 2018    | 1     | 3:10   | Washington D. C.            | Cuartos de final de peso welter de PFL.                                                                                  |
| Victoria      | 33–10–1 (1) | Herman Terrado    | Decisión (unánime)            | PFL 6                                        | 15 de agosto de 2018     | 3     | 5:00   | Atlantic City, Nueva Jersey | |
| Derrota       | 32–10–1 (1) | Ray Cooper III    | TKO (golpes)                  | PFL 3                                        | 5 de julio de 2018       | 2     | 2:09   | Washington D. C.            | |
| Victoria      | 32–9–1 (1)  | Danny Davis Jr.   | Decisión (unánime)            | PFL 2                                        | 29 de julio de 2017      | 3     | 5:00   | Everett, Washington         | |
| Derrota       | 31–9–1 (1)  | Jon Fitch         | Decisión (unánime)            | WSOF 34                                      | 31 de diciembre de 2016  | 5     | 5:00   | New York City, New York     | Por el Campeonato de Peso Wélter de WSOF.                                                                                |
| Derrota       | 31–8–1 (1)  | Rousimar Palhares | Sumisión (kimura)             | WSOF 22                                      | 1 de agosto de 2015      | 3     | 2:02   | Las Vegas, Nevada           | Por el Campeonato de Peso Wélter de WSOF.                                                                                |
| Victoria      | 31–7–1 (1)  | Brian Foster      | Sumisión (rear-naked choke)   | WSOF 17                                      | 17 de enero de 2015      | 1     | 2:51   | Las Vegas, Nevada           | |
| Victoria      | 30–7–1 (1)  | Ryan Ford         | Sumisión (rear-naked choke)   | WSOF 14                                      | 11 de octubre de 2014    | 1     | 4:29   | Edmonton                    | |
| Derrota       | 29–7–1 (1)  | Héctor Lombard    | Decisión (unánime)            | UFC 171                                      | 15 de marzo de 2014      | 3     | 5:00   | Dallas, Texas               | |
| Victoria      | 29–6–1 (1)  | Demian Maia       | Decisión (dividida)           | UFC Fight Night: Maia vs. Shields            | 9 de octubre de 2013     | 5     | 5:00   | Barueri                     | |
| Victoria      | 28–6–1 (1)  | Tyron Woodley     | Decisión (dividida)           | UFC 161                                      | 15 de junio de 2013      | 3     | 5:00   | Winnipeg                    | |
| Sin resultado | 27–6–1 (1)  | Ed Herman         | Sin resultado                 | UFC 150                                      | 11 de agosto de 2012     | 3     | 5:00   | Denver, Colorado            | Originalmente victoria por decisión; Resultado cambiado después de que Shields diera positivo por sustancias prohibidas. |
| Victoria      | 27–6–1      | Yoshihiro Akiyama | Decisión (unánime)            | UFC 144                                      | 26 de febrero de 2012    | 3     | 5:00   | Saitama                     | |
| Derrota       | 26–6–1      | Jake Ellenberger  | TKO (rodillazo y golpes)      | UFC Fight Night: Shields vs. Ellenberger     | 17 de septiembre de 2011 | 1     | 0:53   | Nueva Orleans, Luisiana     | |
| Derrota       | 26–5–1      | Georges St-Pierre | Decisión (unánime)            | UFC 129                                      | 30 de abril de 2011      | 5     | 5:00   | Toronto                     | Por el Campeonato de Peso Wélter de UFC.                                                                                 |
| Victoria      | 26–4–1      | Martin Kampmann   | Decisión (dividida)           | UFC 121                                      | 23 de octubre de 2010    | 3     | 5:00   | Anaheim, California         | Eliminatoria por el título; Retorno al peso wélter.                                                                      |
| Victoria      | 25–4–1      | Dan Henderson     | Decisión (unánime)            | Strikeforce: Nashville                       | 17 de abril de 2010      | 5     | 5:00   | Nashville, Tennessee        | Defendió el Campeonato de Peso Medio de Strikeforce; Más tarde el título quedó vacante.                                  |
| Victoria      | 24–4–1      | Jason Miller      | Decisión (unánime)            | Strikeforce: Fedor vs. Rogers                | 7 de noviembre de 2009   | 5     | 5:00   | Hoffman Estates, Illinois   | Ganó el Campeonato vacante de Peso Medio de Strikeforce.                                                                 |
| Victoria      | 23–4–1      | Robbie Lawler     | Sumisión (guillotine choke)   | Strikeforce: Lawler vs. Shields              | 6 de junio de 2009       | 1     | 2:02   | San Luis, Misuri            | Debut en peso medio. |
| Victoria      | 22–4–1      | Paul Daley        | Sumisión (armbar)             | EliteXC: Heat                                | 4 de octubre de 2008     | 2     | 3:47   | Sunrise, Florida            | Defendió el Campeonato de Peso Wélter de EliteXC; Más tarde el título quedó vacante.                                     |
| Victoria      | 21–4–1      | Nick Thompson     | Sumisión (guillotine choke)   | EliteXC: Unfinished Business                 | 26 de julio de 2008      | 1     | 1:03   | Stockton, California        | Ganó el Campeonato inaugural de Peso Wélter de EliteXC.                                                                  |
| Victoria      | 20–4–1      | Mike Pyle         | Sumisión (rear-naked choke)   | EliteXC: Renegade                            | 10 de noviembre de 2007  | 1     | 3:39   | Corpus Christi, Texas       | |
| Victoria      | 19–4–1      | Renato Verissimo  | TKO (golpes y codazos)        | EliteXC: Uprising                            | 15 de septiembre de 2007 | 1     | 4:00   | Honolulu, Hawái             | |
| Victoria      | 18–4–1      | Ido Pariente      | Sumisión (rear-naked choke)   | Dynamite!! USA                               | 2 de junio de 2007       | 1     | 2:06   | Los Ángeles, California     | |
| Victoria      | 17–4–1      | Ray Steinbeiss    | Sumisión (guillotine choke)   | Bodog Fight: Costa Rica Combat               | 18 de febrero de 2007    | 1     | 1:29   | San José                    | |
| Victoria      | 16–4–1      | Steve Berger      | TKO (golpes)                  | FCP: Malice at Cow Palace                    | 9 de septiembre de 2006  | 2     | 1:36   | San Francisco, California   | |
| Victoria      | 15–4–1      | Carlos Condit     | Decisión (unánime)            | Rumble on the Rock 9                         | 21 de abril de 2006      | 3     | 5:00   | Honolulu, Hawái             | Ganó el Torneo de Peso Wélter de Rumble on the Rock.                                                                     |
| Victoria      | 14–4–1      | Yushin Okami      | Decisión (mayoritaria)        | Rumble on the Rock 9                         | 21 de abril de 2006      | 3     | 5:00   | Honolulu, Hawái             | |
| Victoria      | 13–4–1      | Dave Menne        | Decisión (unánime)            | Rumble on the Rock 8                         | 20 de enero de 2006      | 3     | 5:00   | Honolulu, Hawái             | |
| Victoria      | 12–4–1      | Toby Imada        | Decisión (unánime)            | Kage Kombat                                  | 12 de noviembre de 2005  | 3     | 5:00   | California                  | |
| Derrota       | 11–4–1      | Akira Kikuchi     | Decisión (unánime)            | Shooto: Year End Show 2004                   | 14 de diciembre de 2004  | 3     | 5:00   | Tokio                       | Perdió el Campeonato de Peso Wélter de Shooto.                                                                           |
| Victoria      | 11–3–1      | Ray Cooper        | Sumisión (rear-naked choke)   | Shooto Hawái: Soljah Fight Night             | 9 de julio de 2004       | 1     | 3:29   | Honolulu, Hawái             | Ganó el Campeonato vacante de Peso Wélter de Shooto.                                                                     |
| Empate        | 10–3–1      | Kazuo Misaki      | Empate                        | Pancrase - Hybrid 10                         | 30 de noviembre de 2003  | 3     | 5:00   | Tokio                       | |
| Victoria      | 10–3        | Akira Kikuchi     | Decisión (unánime)            | Shooto - 8/10 in Yokohama Cultural Gymnasium | 10 de agosto de 2003     | 3     | 5:00   | Kanagawa                    | |
| Victoria      | 9–3         | Milton Vieira     | Decisión (unánime)            | Shooto: Midwest Fighting                     | 21 de mayo de 2003       | 3     | 5:00   | Hammond, Indiana            | |
| Victoria      | 8–3         | Hayato Sakurai    | Decisión (unánime)            | Shooto: Year End Show 2002                   | 14 de diciembre de 2002  | 3     | 5:00   | Chiba                       | |
| Derrota       | 7–3         | Ray Cooper        | Decisión (mayoritaria)        | Warriors Quest 6: Best of the Best           | 3 de agosto de 2002      | 3     | 5:00   | Honolulu, Hawái             | |
| Victoria      | 7–2         | Robert Ferguson   | Decisión (unánime)            | GC 7: Casualties of War                      | 4 de noviembre de 2001   | 2     | 5:00   | Colusa, California          | |
| Victoria      | 6–2         | Jeremy Jackson    | Sumisión (rear-naked choke)   | GC 6: Caged Beasts                           | 9 de septiembre de 2001  | 1     | 2:03   | Colusa, California          | |
| Victoria      | 5–2         | Tracy Hess        | Decisión (unánime)            | GC 3: Showdown at Soboba                     | 7 de abril de 2001       | 2     | 5:00   | Friant, California          | |
| Victoria      | 4–2         | Randy Velarde     | Sumisión (rear-naked choke)   | GC 2: Collision at Colusa                    | 18 de febrero de 2001    | 2     | 3:19   | Colusa, California          | |
| Derrota       | 3–2         | Phillip Miller    | Decisión (unánime)            | IFC: Warriors Challenge 9                    | 18 de julio de 2000      | 2     | 8:00   | Friant, California          | |
| Victoria      | 3–1         | Shannon Ritch     | Sumisión (arm-triangle choke) | Best of the Best                             | 4 de mayo de 2000        | 1     | 2:45   | Tempe, Arizona              | |
| Derrota       | 2–1         | Marty Armendarez  | TKO (golpes)                  | IFC: Warriors Challenge 6                    | 25 de marzo de 2000      | 1     | 7:34   | Friant, California          | |
| Victoria      | 2–0         | Brian Warren      | Decisión (unánime)            | CFF: The Cobra Challenge 1999                | 11 de diciembre de 1999  | 1     | 10:00  | Anza, California            | |
| Victoria      | 1–0         | Paul Harrison     | TKO (golpes)                  | CFF: The Cobra Qualifier 1999                | 23 de octubre de 1999    | 1     | 3:22   | Anza, California            | |